# براوة
بَراوة هي مدينة ساحلية تقع في جنوب غرب منطقة شبيلي السفلى الصومالية. كانت حركة الشباب قد سيطرت عليها في 2009.

## أعلام
- صالح علي صالح نبهان
- عبد الله أحمد أدو. سياسي ودبلوماسي صومالي. [4]

## انطر أيضًا
- شبيلي السفلى
- نهر شبيلى